# Teobald de Spoleto
Teobald  fou duc de Spoleto.
Fou nomenat el 928 i va governar fins a la seva mort el 936. Era aliat dels romans d'Orient però el 929 es va unir a Landulf I de Benevent i Guaimar II de Salern contra els grecs; davant de repetits fracasos, va tornar més tard a ser aliat dels romans d'Orient. Als darrers temps va fer aliança amb Docibilis II de Gaeta altre cop contra els grecs.